# Parlement d'Andalousie
XIIe législature
Hôpital de las Cinco Llagas
Le Parlement d'Andalousie (en espagnol : Parlamento de Andalucía) est l'organe qui détient le pouvoir législatif de la communauté autonome espagnole d'Andalousie.

## Présentation
Le Parlement est, avec la présidence de la Junte et le Conseil de gouvernement, l'une des trois composantes de la Junte d'Andalousie, institution dépositaire du pouvoir d'autogouvernement de la communauté autonome d'Andalousie. Assemblée composée de députés élus au suffrage universel direct, il est la représentation du peuple andalou. Le Parlement andalou a été créé en 1982, un an après l'approbation du statut d'autonomie. Il siège dans l'ancien hôpital de las Cinco Llagas, à Séville.

## Histoire
Le Parlement andalou trouve ses origines dans la volonté populaire d'accéder à l'autogouvernement, incarnée dès 1883 par l'adoption du projet de Constitution fédérale d'Antequera lors du congrès des organisations andalouses du Parti républicain démocratique fédéral. Le régionalisme andalou prend toutefois son envol avec Blas Infante au début du XXe siècle. Ce dernier, reconnu « Père de la patrie andalouse » par le Parlement autonome en 1983,, militait pour la reconnaissance du droit à l'autogouvernement, dans le cadre indissoluble de l'unité de la nation espagnole et la solidarité entre les différents peuples d'Espagne. Nombre des propositions de Blas Infante, et des Juntas Liberalistas qu'il avait lui-même créées, sont aujourd'hui reprises dans le statut d'autonomie andalou, notamment l'idée d'une séparation des pouvoirs au niveau régional et les symboles de l'Andalousie que sont le blason, le drapeau et l'hymne. La Guerre civile (1936-1939) et l'avènement du franquisme ont raison des revendications andalouses pour l'autonomie, favorisées durant la Seconde république. Blas Infante est fusillé par la Phalange espagnole en 1936, sans avoir jamais connu de réel succès électoral. Les aspirations nationalistes restent en sommeil jusqu'à la mort de Francisco Franco en 1975. Avec le processus de transition démocratique qui s'ouvre à ce moment, et l'adoption d'une nouvelle constitution en 1978, resurgit l'intérêt pour l'autogouvernement. L'article 2 de la Loi fondamentale reconnaît aux différentes régions et nationalités espagnoles de se constituer en communautés autonomes, tandis que le Titre VIII précise leur mise en place et énonce leur fonctionnement.
Dès 1977, se manifeste le désir de constituer une communauté autonome andalouse. Le 4 décembre, les députés et sénateurs d'Andalousie convoquent une manifestation dans chaque capitale de province, qui rassemble environ un million et demi de citoyens. Ces élus, réunis au sein de l'Assemblée de parlementaires, sont chargés de commencer à élaborer un projet d'autonomie. Les représentants élus adoptent la voie rapide pour la création de la communauté autonome, tel que le prévoit l'article 151 de la Constitution : l'Andalousie sera la seule autonomie à avoir procédé de la sorte. Après de nombreux débats, réflexions et tractations, la Junte d'Andalousie, qui ne jouissait alors que d'un statut d'organe pré-autonomique, parvient à sceller un accord sur un projet de statut. Conformément à la Constitution, l'Andalousie se dote d'un gouvernement, d'une institution judiciaire et d'un parlement. Ce projet est adopté par les élus des partis majoritaires (PSOE et UCD) le 28 février 1981 à Cordoue et validé par la Commission constitutionnelle du Congrès des députés le 30 juin de la même année. Le 20 octobre, le statut est adopté par référendum populaire, il est ensuite ratifié par le Congrès le 17 décembre et par le Sénat le 23 décembre. Le roi Juan Carlos Ier promulgue le texte le 30 décembre 1981 : l'Andalousie dispose dès lors d'un statut garantissant et régissant son droit à l'autonomie .
Le décret 18/1982 du 8 mars 1982 convoque les électeurs aux urnes pour l'élection des députés du Parlement andalou. Il est décidé de fixer à 109 le nombre des parlementaires : 11 pour les provinces d'Almería et de Huelva, 13 pour celles de Jaén, de Grenade et de Cordoue, 15 pour les celles de Cadix et de Malaga et 18 pour la province de Séville. Ces élections sont capitales car elles doivent permettre de former la première assemblée législative de l'histoire de l'Andalousie, mais aussi de dessiner un paysage politique propre à la nouvelle entité territoriale. Les résultats sont sans appel et portent massivement le PSOE au pouvoir. Ce parti obtient 66 sièges, suivi par la Fédération d'alliance populaire qui obtient 17 sièges, l'UCD qui en obtient 15, le PCA-PCE qui en obtient 8 et le PSA-PA (Parti socialiste andalou - Parti andalouciste avec 3 sièges.
C'est le 21 juin 1982 qu'est célébrée la séance inaugurale du Parlement d'Andalousie, à l'Alcázar de Séville. La cérémonie représente le point d'orgue d'un long processus de fondation de l'autonomie andalouse et de son institution la plus représentative, l'assemblée législative. Antonio Ojeda Escobar est élu premier président de la chambre. Enfin, lors de sa session des 14 et 15 juillet, le Parlement élu le premier président de la Junte d'Andalousie, Rafael Escuredo Rodríguez . La modification la plus importante qu'ait eu à connaître le Parlement depuis sa naissance est la réforme du statut d'autonomie, adoptée par référendum le 18 février 2007, avec 87,45 % de votes favorables, mais avec une abstention record de 63,72 %. Le Parlement élabore, en concertation avec le Gouvernement andalou, la réforme du statut. C'est son vote, intervenu le 2 mai 2006, qui a permis la présentation du projet aux Cortes, qui l'ont approuvé le 2 novembre 2006 au Congrès des députés, et le 20 décembre au Sénat, renforce les compétences propres du gouvernement autonome andalou, et officialise le rang de capitale de Séville, effectif depuis les origines.

## Siège

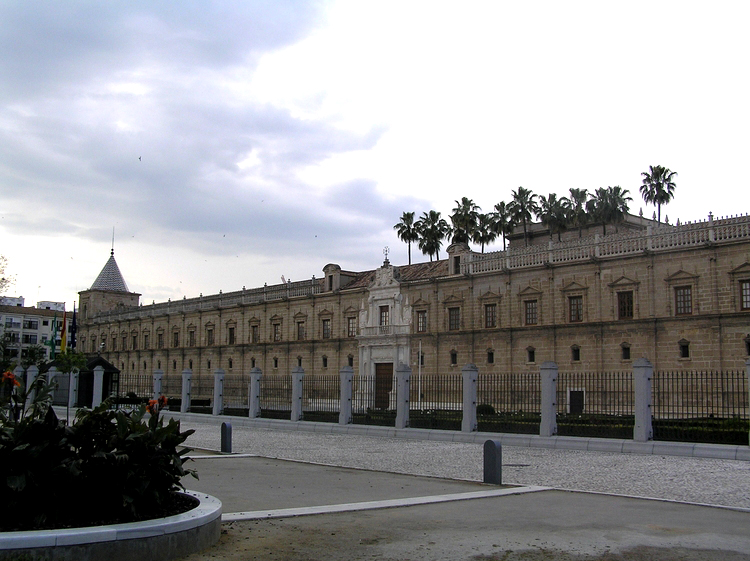
Façade principale du siège du Parlement d'Andalousie.

Depuis 1982, le Parlement a siégé dans quatre lieux successifs :
- La session inaugurale du Parlement se tient en 1982 dans le salon des tapisseries de l'alcázar de Séville, où neuf autres sessions ont lieu. C'est dans ce lieu que l'hymne et le blason y sont adoptés.
- En février 1983, le Parlement s'installe dans le palais du Tribunal territorial (Audiencia territorial), où il demeure jusqu'en 1985 après y avoir tenu cinquante séances.
- En décembre 1985, l'ancienne église du couvent de Saint-Herménégilde est choisie pour servir de nouveau cadre au Parlement.
- Enfin, le 28 février 1992, jour de l'Andalousie, le Parlement tient sa première séance dans son siège actuel, l'ancien hôpital de las Cinco Llagas, dans le district de Macarena à Séville.

Le statut d'autonomie permet également de tenir des séances hors de la capitale andalouse.

## Fonctions
La Junte d'Andalousie se définit comme un système parlementaire, basé sur le principe de la séparation des pouvoirs, et dans lequel le Parlement joue un rôle de premier plan, dans la conception et la mise en œuvre de la politique, élaborée par le Conseil de gouvernement, et son président, élu par les parlementaires réunis en séance. Les différents organes politiques agissent dans un cadre où les institutions parviennent à équilibrer mutuellement leurs pouvoirs. La confiance du Parlement étant nécessaire à l'action du Conseil de gouvernement, une étroite collaboration s'avère indispensable pour assurer le fonctionnement régulier des pouvoirs publics de la Communauté.
Les fonctions du Parlement sont déterminées dans l'article 106 du statut d'autonomie. Parmi ses différents domaines de compétence, il est possible de distinguer trois grands groupes :
- la fonction législative, qui inclut le vote des lois et du budget (le pouvoir règlementaire restant du ressort du pouvoir exécutif),
- la fonction de contrôle du gouvernement,
- la fonction d'impulsion.

### Élection du président de la Junte
L'une des premières missions de l'assemblée parlementaire andalouse consiste en l'élection du président de la Junte d'Andalousie, qui exerce ses fonctions en qualité, d'une part, de président du gouvernement, chef de l'exécutif andalou et des administrations communautaires, et d'autre part, en qualité de président de la Communauté autonome, représentant ultime de celle-ci au regard du reste de l'Espagne. Le président représente par ailleurs l'État espagnol dans la communauté : élu par le Parlement, sa nomination est entérinée par décret royal . L'élection du président par les députés constitue un des moyens les plus efficaces pour s'assurer de la confiance entre le gouvernement et le Parlement. Après présentation de son programme, le candidat à la présidence est élu à la majorité absolue des voix, cet élément devant apporter une certaine stabilité ainsi qu'une solide majorité parlementaire, base nécessaire au bon déroulement de l'action du chef de l'exécutif et de son gouvernement. En cas de rupture de la confiance entre les deux institutions, celles-ci disposent de deux outils. Le Parlement, s'il estime le président inapte à assumer les fonctions qui lui ont été confiées et à mener à bien une politique cohérente avec les aspirations de la Chambre, peut voter une motion de censure. Celle-ci, pour avoir lieu, doit être soumise par un quart au moins des députés, et être accompagnée d'une candidature pour substituer le président en exercice, en cas d'approbation de la motion. Le président a, pour sa part, la possibilité de demander un vote de confiance, dans le but de s'assurer du soutien dont il peut disposer à la chambre. Après présentation d'un discours de politique générale par le chef de l'exécutif, le parlement accorde à la majorité simple sa confiance. En cas de refus, le président est destitué et tenu de remettre sa démission.
L'article 106-17 du statut attribué aux députés le pouvoir nommer les sénateurs qui seront amenés à siéger au Sénat en qualité de représentants de la Communauté autonome. Le Parlement peut également exercer toute autre attribution prévue par la Constitution, le statut ou la législation (article 106-19).

### Fonction législative
L'alinéa premier de l'article 106 du statut d'autonomie définit la mission fondamentale du Parlement d'Andalousie : « L'exercie du pouvoir législatif propre à la Communauté autonome, ainsi que le pouvoir qui lui revient en accord avec l'article 150.1 et 2 de la Constitution. ».
L'assemblée dispose à cet effet de la faculté d'élaborer et d'approuver les lois qui lui sont présentées par le président et son gouvernement, lois, qui, une fois adoptées, sont promulguées par le président, au nom du roi, et publiés au Journal officiel de la Junte d' Andalousie (BOJA) et au Journal officiel de l'État (BOE). C'est le statut qui, à travers l'énumération des compétences (exclusives ou partagées avec l'État) de la Communauté autonome, délimite le champ de l'action législative du Parlement. Dans le domaine des compétences exclusives, seul le Parlement andalou est apte à légiférer. Dans le domaine des compétences partagées avec l'État, le pouvoir de légiférer est partagé entre le Parlement andalou et les Cortes.
En matière de législation économique et financière, le Parlement dispose de trois pouvoirs importants. D'une part, il examine, amende et vote le budget qui lui est présenté par le gouvernement (article 106-4). En second lieu, c'est lui qui vote la levée de l'impôt, et autorise l'émission d'une dette publique ou un recours à l'emprunt (selon les critères définis par les Lois organiques nationales et la Constitution) . Enfin, il échoie au Parlement d'approuver les plans d'intervention économique mis au point par le Gouvernement autonome (article 106-11).
Toujours dans le domaine législatif, le Parlement a à sa disposition divers leviers d'action. Il peut ainsi présenter des propositions de loi au Congrès des députés (art. 106-9), il autorise le gouvernement à conclure des accords avec d'autres communautés autonomes (art. 106-10) et il fixe le fonctionnement général des administrations et services de la Communauté autonome (art. 106-13). Il peut enfin recourir en inconstitutionnalité devant le Tribunal constitutionnel (art. 106-16).

### Fonction de contrôle
Outre ses pouvoirs de désignation du président de la Communauté autonome, le Parlement jouit d'un certain nombre de prérogatives destinées à favoriser le contrôle du gouvernement. L'article 106-3 stipule en effet que le Parlement exerce « le contrôle sur l'action du Conseil de gouvernement et sur l'administration placée sous son autorité. ». L'article précise également que le Parlement a la faculté de créer des commissions d'enquête, voire des commissions de contrôle permanentes. Outre la possibilité de formuler des questions écrites aux membres du gouvernement (les consejeros), des séances de questions orales au gouvernement autonome ont régulièrement lieu au Parlement. Un autre mécanisme, connu sous le nom d'interpellations, consiste pour un député à poser avec l'accord de son groupe une question orale qui donne lieu à débat, et peut déboucher sur l'adoption d'une motion. Les élus disposent également de la possibilité de demander la comparution d'un membre du gouvernement. Ce dernier peut lui-même demander à être entendu par l'Assemblée.
Les alinéas 12, 14 et 15 de l'article 106 précisent également que le Parlement procède au suivi du budget et au contrôle de son exécution, en examinant et en approuvant les comptes généraux de la Communauté autonome ; elle contrôle les entreprises publiques andalouses ainsi que les moyens de communication dépendant de la Communauté, comme la Radio et télévision andalouse (RTVA). Pour ce faire, les députés ont la faculté d'exiger des informations (données, rapports ou tout autre type de documents) de la part des administrations et entreprises publiques.

### Fonction d'impulsion
La capacité d'impulsion de l'action gouvernementale est prévue par l'article 106-2 du statut d'autonomie. Par le biais de cette faculté, le Parlement a la possibilité d'influencer la politique du gouvernement andalou. Les résolutions sont adoptées après un débat de politique générale, ou portent sur un sujet de politique générale. Les motions sont quant à elles votées à la suite de l'interpellation d'un membre du gouvernement, invité à comparaître, dans le cadre de la compétence de contrôle du gouvernement. Enfin, les parlementaires peuvent soumettre des résolutions sans force de loi (proposiciones no de ley) sur quelque sujet que ce soit.

## Fonctionnement
L'inviolabilité et l'autonomie du Parlement andalou sont des principes proclamés par les articles 100 et 102 du statut d'autonomie. Il est ainsi précisé que le Parlement adopte en toute indépendance du pouvoir exécutif son budget, son fonctionnement et son règlement, aucune ingérence du Conseil de gouvernement n'étant tolérée dans ses affaires internes.
Le règlement actuellement en vigueur au Parlement andalou a été adopté en séance le 18 avril 1995. Il définit le statut des députés (rôle, droits, devoirs, ...) ainsi quel'organisation interne et le fonctionnement de l'institution, en précisant la nature et le rôle de chacun des organes administratifs qui concourent à son fonctionnement. Ces derniers sont répartis en deux catégories : les organes directeurs et de fonctionnement).
Le président du Parlement est élu par les députés lors de la séance inaugurale de la législature. Il dirige le bureau et l'action de l'institution, qu'il représente au sommet. Il dirige les débats, fait appliquer le règlement et ordonne les dépenses. Il peut toutefois déléguer certaines de ses attributions (article 29). Les vice-présidents, élus dans les mêmes conditions que le président, sont chargés de seconder ce dernier et de le remplacer en cas de besoin.
Parmi les organes de direction se détache par son importance le bureau (mesa). Son fonctionnement est fixé dans les articles 27 à 37 du règlement. Chargé de diriger administrativement l'institution, et de représenter celle-ci; il est composé du président du Parlement, de trois vice-présidents et de trois secrétaires. Il assume d'importantes missions, parmi lesquelles l'élaboration et l'exécution du budget du Parlement, le recrutement et la gestion du personnel, l'élaboration du calendrier des travaux parlementaires. Les secrétaires, élus dans les mêmes conditions que le président et les vice-présidents, assistent le président dans la conduite du travail législatif, notamment lors des débats. Ils sont chargés de la publication des actes des séances du Parlement, du bureau et de la conférence des porte-parole. Un autre organe de direction important est la conférence des porte-parole . Elle est composée du président et des porte-parole des groupes parlementaires.

## Dissolution du Parlement
Le mandat du Parlement d'Andalousie expire quatre ans après la date de son élection précédente, à moins qu'il n'ait été dissous plus tôt. Le jour des élections doit avoir lieu dans les trente à soixante jours suivant la convocation. Les élections précédentes ont eu lieu le 22 mars 2015, ce qui signifie que le mandat de la législature aurait expiré le 22 mars 2019.
Le décret de convocation des élections est pris par le président de la Junte d'Andalousie et fixe la date de celles-ci. Elles ne peuvent, en aucun cas, être comprises entre le 1er juillet et le 31 août. La séance constitutive du Parlement a lieu dans les 25 jours suivant la date des élections.
Le président de la Junte a néanmoins la possibilité de dissoudre le Parlement d'Andalousie et de convoquer des élections à tout moment, à condition qu'aucune motion de censure ne soit en cours et que cette dissolution n'intervienne pas avant un délai d'an après la précédente. Si un processus d'investiture échoue à élire un président régional dans un délai de deux mois à compter du premier tour de scrutin, le Parlement est automatiquement dissous et une nouvelle élection déclenchée. Le délai entre la publication du décret de dissolution et la tenue des élections est, dans tous les cas, de 54 jours.

## Composition
Le 16 avril 2015, les députés du Parlement andalou ont élu le socialiste Juan Pablo Durán président de l'Assemblée.
À la suite des élections du 2 décembre 2018, le Parti Populaire (26 sièges) et Ciudadanos (21 sièges) s'allient et obtiennent le soutien de Vox (12 sièges). Marta Bosquet (Cs) est élue présidente le 27 décembre 2018, tandis que Juan Manuel Moreno (PP) est investi à la tête du gouvernement le 16 janvier 2019.
Après une dissolution anticipée du 25 avril 2022, les élections du 19 juin 2022 donnent une majorité claire au  Parti Populaire avec 58 sièges sur 109.

### Sources
- Parlement d'Andalousie (es)
- Junta de Andalucía (es)
- Site officiel de la Constitution espagnole (es + ca + gl + eu + en + fr)